# Jörg Fiedler
Pour les articles homonymes, voir Fiedler.
Jörg Fiedler, né le 21 février 1978 à Leipzig alors en Allemagne de l’Est, est un escrimeur allemand pratiquant l'épée.
Fiedler éclate au plus haut niveau en 1996 en devenant champion d’Europe junior. Il met quelque temps à confirmer son talent en catégorie senior jusqu’à remporter la médaille de bronze lors des championnats d’Europe d’épée par équipe en 1999.
Lors des Jeux olympiques de Sydney en 2000 il est membre de l’équipe d’Allemagne qui termine à la cinquième place.
En 2001, toujours dans l’épreuve par équipe, il gagne une médaille d’argent aux championnats d’Europe.
Son meilleur résultat en obtenu en 2004 : l’équipe d’Allemagne d’épée masculine remporte aux Jeux olympiques d’Athènes sa première médaille depuis 1992. Sven Schmid, Daniel Strigel et Jörg Fiedler s’emparent de la médaille de bronze.
Jörg Fiedler tire pour le club du FC Tauberbischofsheim. Il a été plusieurs fois champion d’Allemagne. Son dernier titre national individuel date de 2009.
En 2011 il remporte l'or aux championnats d'Europe se déroulant à Sheffield, en battant en finale le Néerlandais Bas Verwijlen.

## Palmarès
- Jeux olympiques
  -  Médaille de bronze à l’épée par équipe aux Jeux olympiques de 2004 à Athènes
- Championnats du monde d'escrime
  -  Médaille d'argent à l’épée par équipes aux championnats du monde de 1999 à Séoul
  -  Médaille d'argent à l’épée par équipes aux championnats du monde de 2003 à La Havane
  -  Médaille d'argent à l’épée par équipes aux championnats du monde de 2005 à Leipzig
- Championnats d'Europe d'escrime
  -  Médaille d'or en individuel aux Championnats d'Europe d'escrime 2010
  -  Médaille d'or en individuel aux Championnats d'Europe d'escrime 2011
  -  Médaille d'or en individuel aux Championnats d'Europe d'escrime 2013
  -  Médaille d’argent par équipes aux Championnats d'Europe d'escrime 2001
  -  Médaille de bronze par équipes aux Championnats d'Europe d'escrime 1999
  -  Médaille de bronze par équipes aux Championnats d'Europe d'escrime 2010
- Coupe du monde d'escrime
  - Victoire aux tournois de coupe du monde de Tallinn (2011), Doha (2010), Paris (2004 et 2010), Kish Island (2008), Lisbonne (2008), Vancouver (2006)